# یوسف السوید
یوسف السوید (انگلیسی: Yussef Al-Suwayed؛ زادهٔ ۲۰ سپتامبر ۱۹۵۸)بازیکن سابق فوتبال اهل کویت است.
وی عضو تیم ملی فوتبال کویت در جام جهانی فوتبال ۱۹۸۲ بوده است.